# 洪朋
洪朋（1072年—1109年），字龜父，號清非居士，江南東路建昌（今屬江西永修）人，祖籍潤州丹陽（今江蘇）。

## 生平
父洪民師，進士出身，母為黄庭堅之妹，皆早卒。洪朋曾向黄庭堅學習詩法，舉郡試第一，兩舉進士不第，終生不仕。黄庭堅說：“龜父筆力可扛鼎，不無文字垂世，力學有暇，更精讀千卷書，乃可畢茲能事。”劉克莊謂“龜父警句，往往前人所未道”。與弟洪芻、洪炎、洪羽等人並稱“豫章四洪”。《宋史翼》卷二七有傳。清代據《永樂大典》輯出《洪龜父集》二卷。